# Giacomo di Santa Lucia
Giacomo di Santa Lucia (falecido em 1482) foi um prelado católico romano que serviu como arcebispo (título pessoal) de Patti (1480–1482) e arcebispo de Messina (1474–1480).

## Biografia
Giacomo di Santa Lucia foi ordenado sacerdote na Ordem dos Frades Menores. No dia 23 de maio de 1474, foi nomeado pelo Papa Sisto IV como Arcebispo de Messina. A 7 de julho de 1480, foi nomeado pelo Papa Sisto IV como Arcebispo (título pessoal) de Patti e Arcebispo Titular de Filipos. Serviu como arcebispo de Patti até à sua morte em 1482.